# Stelling van Dini
In de wiskunde zegt de stelling van Dini dat een monotoon stijgende rij van continue reëelwaardige functies op
een compacte topologische ruimte die puntsgewijs convergeert, ook uniform convergent is. De stelling is genoemd naar de Italiaanse wiskundige Ulisse Dini.

## Stelling
Zij {\displaystyle X} een compacte topologische ruimte en {\displaystyle (f_{n}:X\to \mathbb {R} )} een monotoon stijgende rij, d.w.z. voor alle {\displaystyle n} en {\displaystyle x} is {\displaystyle f_{n}(x)\leq f_{n+1}(x),} van continue reëelwaardige functies op {\displaystyle X.} Als de rij functies puntsgewijs convergeert naar een continue functie {\displaystyle f,} is de rij ook uniform convergent.
Een analoge stelling geldt voor een monotoon dalende rij {\displaystyle (f_{n}).}
Dit is een van de weinige situaties in de wiskunde waarbij puntsgewijze convergentie uniforme convergentie impliceert. De sleutel hiertoe is het feit dat de rij monotoon is.
Merk ook op dat de limiet een continue functie moet zijn. Indien de limietfunctie niet continu is, kan het volgende tegenvoorbeeld gegeven worden: {\displaystyle f_{n}(x)=x^{n}} op het interval [0,1]. Elke {\displaystyle f_{n}} zal dit interval op zichzelf afbeelden; puntsgewijze convergentie is gemakkelijk in te zien. De limietfunctie {\displaystyle f} is overal 0, behalve in 1, daar is ze 1. De limiet is dus niet continu en ook is de convergentie niet uniform, want 
{\displaystyle \sup _{x\in [0,1]}|f_{n}(x)-f(x)|=1}

## Bewijs
Kies {\displaystyle \varepsilon >0} en definieer voor elke {\displaystyle n} het verschil met de limietfunctie als {\displaystyle g_{n}=f-f_{n}}. Zij verder {\displaystyle E_{n}=\{x\in X|g_{n}(x)<\varepsilon \}}. 
Duidelijk is dat elke {\displaystyle g_{n}} continu is en elke {\displaystyle E_{n}} open.  Aangezien de rij {\displaystyle (f_{n})} monotoon stijgt, daalt {\displaystyle (g_{n})} monotoon. Bovendien is {\displaystyle (E_{n})} een stijgende rij van verzamelingen. Aangezien {\displaystyle f_{n}} puntsgewijs convergeert naar {\displaystyle f,} is {\displaystyle (E_{n})} een open overdekking van {\displaystyle X}. Door de compactheid van {\displaystyle X} bestaat er een {\displaystyle N} zodat {\displaystyle E_{N}=X} (eigenlijk zijn er eindig veel verzamelingen die {\displaystyle X} overdekken, maar deze zitten alle in een bepaalde {\displaystyle E_{n}}). Dan geldt als {\displaystyle n>N} en {\displaystyle x\in X}: 
{\displaystyle |f(x)-f_{n}(x)|<\varepsilon }
Hiermee is de stelling bewezen.